# 枣巷镇
枣巷镇，是中华人民共和国安徽省滁州市凤阳县下辖的一个乡镇级行政单位。

## 行政区划
枣巷镇下辖以下地区：
枣巷社区、车杨村、张王村、观音堂村、老巨村、牌坊村、黄咀村和花园湖村。